# Deadbeat Club
"Deadbeat Club" é uma canção pop rock da banda The B-52s, produzida por Nile Rodgers e lançada em seu quinto LP, Cosmic Thing, no ano de 1989; posteriormente lançada pela Reprise Records em single 7" (45 rpm) em abril de 1990, nos Estados Unidos (7-19938), com uma apresentação ao vivo de "Planet Claire" no Lado B; enquanto a edição britânica (W9526 / 5439-19526-7), do final do mesmo ano, continha "Love Shack" como Lado B. Atingiu a posição #30 na parada da Billboard Hot 100, em junho de 1990.

## Temática
Essa música é sobre os primeiros dias da banda em Athens, na Geórgia (EUA), quando eles passeavam pelas cafeterias e, por não trabalharem ou fazerem nada, seus pais e amigos os provocavam, chamando-os de "deadbeat" ("caloteiros"). Os locais citados na letra são lugares de Athens; Allen's foi um bar de hambúrgueres no bairro de Normaltown. O baterista do B-52s, Keith Strickland, escreveu a música para esta canção logo após o guitarrista do B-52, Ricky Wilson, ter morrido de AIDS, em 1985. Seu título original era "There Is a River". Em uma entrevista, Strickland disse: "nos primeiros dias, todos nós costumávamos ficar sentados assim; apenas saíamos, tomávamos café e conversávamos. Era uma espécie de 'cafe society' em Athens. Parecia que nunca trabalhávamos ou trabalhamos". Sobre o refrão "we'll dance in the garden in torn sheets in the rain", Kate Pierson cita que a canção "é muito nostálgica, sobre coisas que realmente aconteceram. Tivemos uma festa de despedida, para o nosso amigo Robert Waldrop: uma festa silenciosa. Nós nos encontramos neste jardim e ficamos em silêncio. Estava chovendo e tínhamos lençóis e cobertores à nossa volta, e estávamos nus, exceto pelos lençóis. Corremos ao redor dele e voamos ao redor dele. Muito escola de arte, mas pensamos sermos as primeiras pessoas a fazer isso". A canção citada em alto volume, na jukebox, é "96 Tears", de ? and the Mysterians.

## Vídeo
De acordo com Kate Pierson, o videoclipe de "Deadbeat Club" foi muito influenciado pelo filme Giulietta Degli Spiriti, de Federico Fellini. Contou com a participação especial de Michael Stipe, da banda R.E.M., proveniente da mesma cena musical dos B-52s.